# Rönnskär (syd Kumlinge, Åland)
Rönnskär är en ö i Åland (Finland). Den ligger i Skärgårdshavet och i kommunen Kumlinge i landskapet Åland, i den sydvästra delen av landet. Ön ligger omkring 44 kilometer öster om Mariehamn och omkring 230 kilometer väster om Helsingfors.
Öns area är 19,3 hektar och dess största längd är 0,9 kilometer i sydöst-nordvästlig riktning. Ön höjer sig omkring 15 meter över havsytan.